# Liste des présidents de Melilla
Cet article dresse la liste des titulaires du poste de président de Melilla depuis l'approbation de la loi organique du 13 mars 1995 établissant le statut d'autonomie de la ville autonome, jusqu'à aujourd'hui.

## Liste
| Président | Président                  | Dates                                                        | Parti | Remarque                                                                         |
| --------- | -------------------------- | ------------------------------------------------------------ | ----- | -------------------------------------------------------------------------------- |
|           | Ignacio Velázquez Rivera   | 20 juin 1995 - 4 mars 1998 (2 ans, 8 mois et 12 jours)       | PP    | Dernier maire et premier président de Melilla Renversé par une motion de censure |
|           | Enrique Palacios Hernández | 4 mars 1998 – 6 juillet 1999 (1 an, 4 mois et 2 jours)       | Sans  |                                                                                  |
|           | Mustafa Aberchán           | 6 juillet 1999 – 20 juillet 2000 (1 an et 14 jours)          | CpM   | Renversé par une motion de censure                                               |
|           | Juan José Imbroda          | 20 juillet 2000 – 19 juin 2019 (18 ans, 10 mois et 30 jours) | PP    | Record de longévité                                                              |
|           | Eduardo de Castro          | 19 juin 2019 - 8 juillet 2023 (4 ans et 19 jours)            | Cs    | Exclu de Cs en 2021                                                              |
|           | Eduardo de Castro          | 19 juin 2019 - 8 juillet 2023 (4 ans et 19 jours)            | Sans  | Exclu de Cs en 2021                                                              |
|           | Juan José Imbroda          | Depuis le 8 juillet 2023 (1 an, 8 mois et 9 jours)           | PP    |                                                                                  |